# Lepanthes ordonezii
Lepanthes ordonezii är en orkidéart som beskrevs av Carlyle August Luer och Béhar. Lepanthes ordonezii ingår i släktet Lepanthes och familjen orkidéer.
Artens utbredningsområde är Guatemala. Inga underarter finns listade i Catalogue of Life.